# Стокхолм (община)
Община Стокхолм (на шведски: Stockholms kommun) е разположена в лен Стокхолм, централна Швеция с обща площ 209 km2 и население 897 700 души (към 31 декември 2013). Административен център е едноименния град Стокхолм.